# Hoe meer kijkers
Hoe meer kijkers is het 73ste stripverhaal van De Kiekeboes. De reeks wordt getekend door striptekenaar Merho. Het album verscheen in augustus 1997.

## Verhaal
Alles begint wanneer Konstantinopel ieder lid van zijn gezin inschrijft voor een televisieshow op Empty Vie. Fanny doet mee aan het programma "Onbekend is Onbemind", waar ze een reispartner naar Venetië mag kiezen via een blind date-spel. Uiteindelijk wordt het een sulletje, Dani Veau, die sneeuwbollen verzamelt. Samen reizen ze naar Venetië, waar Dani, tegen de zin van Fanny, iedere souvenirwinkel binnenloopt om sneeuwbollen te kopen. Uiteindelijk bezoeken ze ook een zekere Raf Violi, de grootste en belangrijkste sneeuwbollenverzamelaar ter wereld.
Ook Charlotte wordt ingeschreven, wegens haar heilige schrik voor muizen, voor het programma "Durf je het of Durf je het niet", waar ze in een glazen kooi vol met muizen moet kruipen. De hoofdprijs is een luxueuze reis voor 2 personen naar Bali. Charlotte, die ervan droomt om eens naar Indonesië te gaan, bezwijkt toch voor het voorstel, en kruipt in de muizenkooi. En zo komen Konstaninopel en Charlotte in Bali terecht.
Marcel ten slotte, wordt, na een zoveelste ruzie met zijn buurman Leon Van der Neffe, samen met hem ingeschreven voor het programma "Beter een goeie buur dan een verre vriend". Kiekeboe verliest de quiz, maar wint toch een reis naar de Verenigde Staten, maar dan wel geblinddoekt. Van der Neffe wint zijn eigen gewicht in elastiekjes.
De drie reizen worden echter behelst door een terroristische organisatie, die handel drijft in sneeuwbollen. Maar de vloeistof in de sneeuwbollen is erg giftig: wanneer ze in aanraking komt met lucht, verandert de vloeistof in een sneldodend gifgas. Kiekeboe loopt in de Verenigde Staten toevallig iemand tegen het lijf, die zo'n bol vast heeft, en die bol komt ongelukkigerwijs terecht in de jaszak van Kiekeboe. Ook Charlotte en Konstantinopel ontdekken dat vanuit Bali handel wordt gedreven in die dodelijke sneeuwbollen. Fanny treft Raf Violi aan thuis, gedood door een sneeuwbal. Maar dan blijft de vraag wie er achter die terroristische organisatie zit.